# Jan Patočka

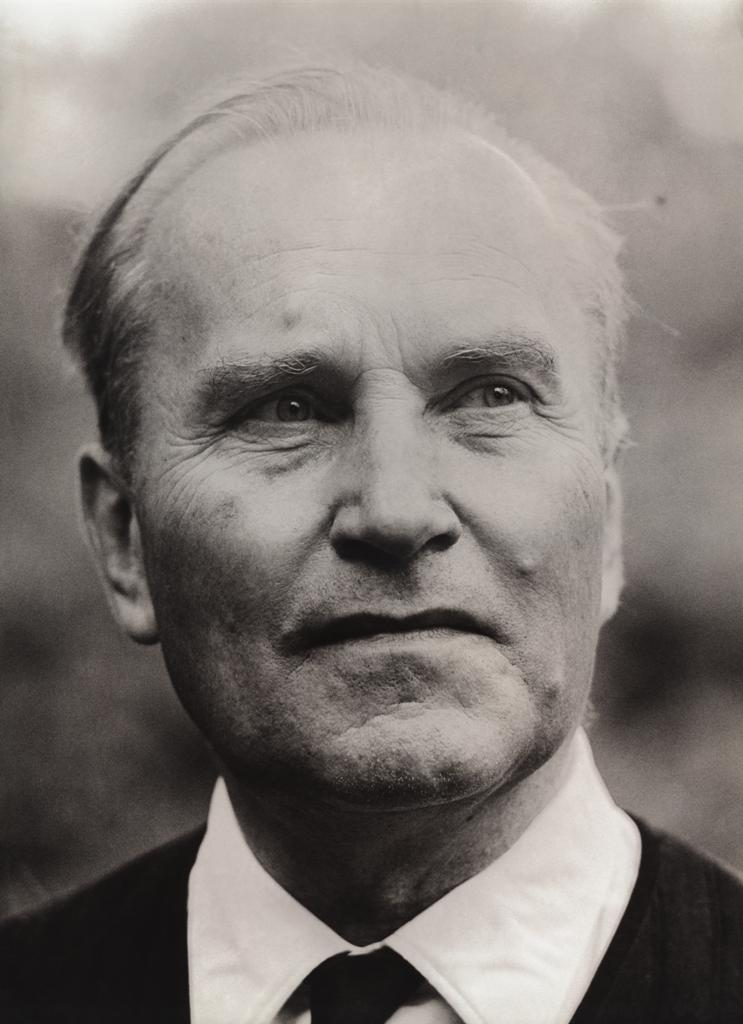
Jan Patočka (1971)
^{Photo: Jindřich Přibík}

Jan Patočka (* 1. Juni 1907 in Turnov, Österreich-Ungarn; † 13. März 1977 in Prag) war ein tschechoslowakischer Philosoph.

## Leben
Jan Patočka war einer von vier Söhnen des klassischen Philologen und Pädagogen Josef Patočka. Nach der Matura in Prag ließ er sich 1925 an der Philosophischen Fakultät der Karls-Universität in den Fächern Slawistik, Romanistik und Philosophie immatrikulieren, ging 1928 an die Pariser Sorbonne, an der er das erste Mal Edmund Husserl begegnete. 1931 schrieb er seine Dissertation bei Jan Blahoslav Kozák und lehrte ab 1932 Philosophie, ging aber im selben Jahr zum Studium an die Friedrich-Wilhelms-Universität zu Berlin und studierte ab 1933 bei Husserl und Martin Heidegger Phänomenologie an der Universität Freiburg. Dort begegnete er auch Eugen Fink, mit dem ihn eine lebenslange Freundschaft verbinden sollte und der damals Husserls Assistent war. Patočka gehörte 1934/35 zu den Mitbegründern des deutsch-tschechischen Cercle philosophique de Prague, zu dessen tschechischem Sekretär er auch gewählt wurde, die deutsche Seite vertrat Ludwig Landgrebe.
1936 habilitierte er sich mit der Arbeit Přirozený svět jako filosofický problém (Die natürliche Welt als philosophisches Problem), der ersten systematischen phänomenologischen Studie in tschechischer Sprache, die entsprechend einflussreich auf die tschechische Philosophie wirkte. 1937 übernahm Patočka die Stelle des verantwortlichen Redakteurs der philosophischen Zeitschrift Česká mysl (Der tschechische Geist). 1938 wurde er Mitglied des Pariser Institut International de Philosophie.
Nach der Schließung der tschechischen Hochschulen im Jahr 1939 infolge der Besetzung durch Nazideutschland unterrichtete Patočka an einem Gymnasium und gab philosophische Lehrbücher heraus. 1945 kehrte er an die Karls-Universität zurück, die er unter der kommunistischen Diktatur bereits 1949 aus politischen Gründen verlassen musste.
Patočka arbeitete als Übersetzer aus dem Deutschen und aus dem Französischen am Masaryk-Institut, am pädagogischen und am philosophischen Institut der Akademie der Wissenschaften. Daneben hielt er Vorträge in Privaträumen, in den 1960er Jahren auch als Gastdozent in Deutschland, Frankreich und Belgien.
1968, in der Zeit des Prager Frühlings berief man Patočka zum Professor an der Karls-Universität. Jedoch wurde er bereits 1972 zwangspensioniert. 1971 erhielt er ein Ehrendoktorat der Technischen Universität Dresden, die Ausreise wurde ihm jedoch nicht gestattet. 1973 reiste er ohne Erlaubnis zu einem internationalen Philosophenkongress in Varna, woraufhin er mit Reise- und Publikationsverbot belegt wurde. Seine Schriften wurden im Samisdat herausgegeben und zahlreiche Studenten nahmen weiterhin an seinen Vorlesungen in Privatwohnungen teil.
1976 organisierte Patočka eine erfolgreiche Petition zur Freilassung der Mitglieder der Undergroundband Plastic People of the Universe. 1977 wurde Patočka zusammen mit Václav Havel und Jiří Hájek zum Sprecher der Charta 77. Nach einem Treffen mit dem niederländischen Außenminister Max van der Stoel wurde er immer wieder von der StB verhört. Nach einem dieser Verhöre musste er in ein Krankenhaus eingeliefert werden und starb an Apoplexie.

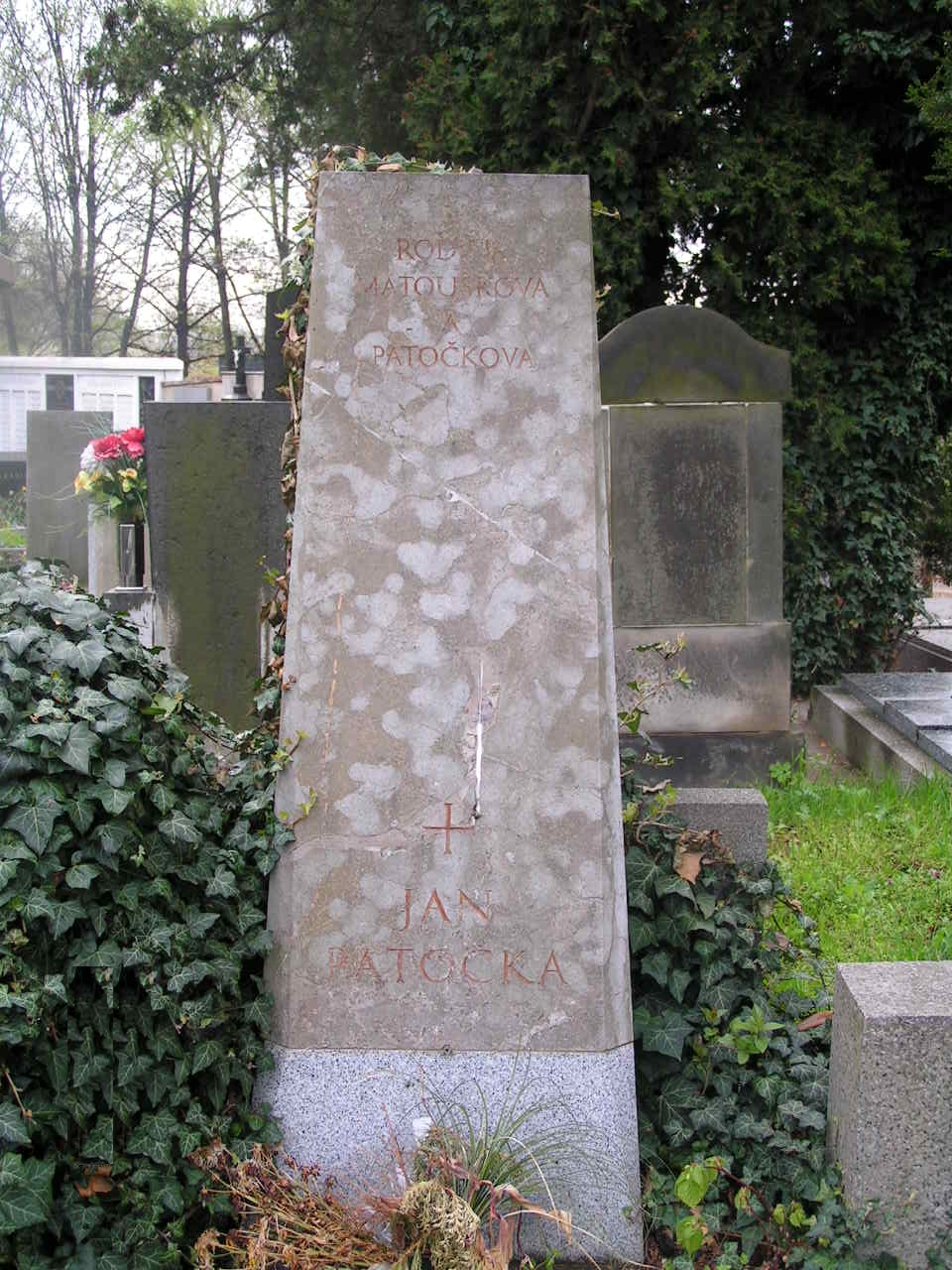
Patočkas Grab in Prag

Jan Patočka wurde auf dem St.-Margarethen-Friedhof in Břevnov beigesetzt. Seine Bestattung wurde zum Ereignis des antikommunistischen Widerstandes. Aus dem ganzen Land kamen die Intellektuellen zusammen, um Jan Patočka die letzte Ehre zu erweisen. Derweil saßen Mitarbeiter der Staatssicherheit auf den Gräbern rundum, um die Trauergäste zu filmen. Mit dem Lärm von Motorrädern und eines Hubschraubers übertönte die Staatssicherheit die Gebete und die Ansprachen am Sarg.

## Werke
Damit der Nachlass von Jan Patočka nicht den tschechoslowakischen Behörden in die Hände fiel, wurde er kopiert (vor allem von Věra Jirousová) und nach Wien gebracht. Dort wurde er dokumentiert und wissenschaftlich bearbeitet. Neben zahlreichen Samisdatveröffentlichungen vor 1989 gibt es eine deutschsprachige Werkausgabe. Seit 1990 wird eine tschechische Gesamtausgabe ediert.

### Deutschsprachige Publikationen
- Ausgewählte Schriften. Herausgegeben vom Institut für die Wissenschaften vom Menschen in Wien. Klett-Cotta, Stuttgart 1987–1992.
  - Band I: Kunst und Zeit. Herausgegeben von Klaus Nellen und Ilja Srubar. Einleitung von Walter Biemel. 1987, ISBN 3-608-91460-9, 597 S.
  - Band II: Ketzerische Essais zur Philosophie der Geschichte. Herausgegeben von Klaus Nellen und Jiri Nemec. Einleitung von Paul Ricœur. 1988, ISBN 3-608-91461-7, 497 S.
  - Band III: Die natürliche Welt als philosophisches Problem. Phänomenologische Schriften I. Herausgegeben von Klaus Nellen und Jiri Nemec. Einleitung von Ludwig Landgrebe. 1990, ISBN 3-608-91462-5, 319 S.
  - Band IV: Die Bewegung der menschlichen Existenz. Phänomenologische Schriften II. Herausgegeben von Klaus Nellen, Jiri Nemec und Ilja Srubar. Einleitung von Ilja Srubar. 1991, ISBN 3-608-91463-3, 650 S.
  - Band V: Schriften zur tschechischen Kultur und Geschichte. Herausgegeben von Klaus Nellen, Petr Pithart und Miroslav Pojar. 1992, ISBN 3-608-91491-9, 371 S.

- Eugen Fink und Jan Patočka. Briefe und Dokumente, 1933–1977. Herausgegeben von Michael Heitz und Bernhard Nessler. Alber, Freiburg und München / Oikumenē, Prag 1999, ISBN 3-495-47896-5.
- Jan Patočka. Texte, Dokumente, Bibliographie. Herausgegeben von Ludger Hagedorn und Hans R. Sepp. Alber, Freiburg und München / Oikumenē, Prag 1999, ISBN 3-495-47962-7.
- Vom Erscheinen als solchem. Texte aus dem Nachlaß, herausgegeben von Helga Blaschek-Hahn und Karel Novotný. Alber, Freiburg und München / Oikumenē, Prag 2000, ISBN 3-495-47904-X.
- Andere Wege in die Moderne. Studien zur europäischen Ideengeschichte von der Renaissance bis zur Romantik, hrsg. von Ludger Hagedorn. Königshausen und Neumann, Würzburg 2006, ISBN 3-8260-2846-5.
- Ketzerische Essays zur Philosophie der Geschichte (Neuübersetzung von Sandra Lehmann). Suhrkamp, Berlin 2010, ISBN 978-3518294543.
- Europa und Nach-Europa, hrsg. von Ludger Hagedorn und Klaus Nellen. Alber, Freiburg und München 2024, ISBN 978-3-495-48806-5.

### Tschechischsprachige Publikationen
- Přirozený svět jako filosofický problém (Lebenswelt als philosophisches Problem), Prag 1936
- Aristoteles, jeho předchůdci a dědicové (Aristoteles, seine Vorgänger und Erben), Prag 1963
- O smysl dneška (Um den Sinn von Heute), Prag 1969
- Kacířské eseje o filosofii dějin (Ketzerische Essays über Philosophie der Geschichte), Prag 1975 (Selbstverlag)
- Negativní platonismus (Negativer Platonismus), Prag 1990
- Platón. Přednášky z antické filosofie (Plato. Vorlesungen über antike Philosophie), Prag 1991
- Tři studie o Masarykovi (Drei Studien über Masaryk), Prag 1991
- Evropa a doba poevropská (Europa und die nach-europäische Zeit). Prag 1992
- Úvod do fenomenologické filosofie (Einleitung in die phänomenologische Philosophie), Prag 1993
- Tělo, společenství, jazyk, svět (Leib, Gemeinschaft, Sprache, Welt). Vorträge 1968–69. Prag 1995
- Sebrané spisy 1–20 (Gesammelte Werke 1–20). Oikumene, Prag (bis 2010 sind 15 Bände erschienen).